# Имру-ль-Кайс I
Имру-ль-Кайс I ибн Амр (араб. امرؤ القيس بن عمرو‎) — второй царь государства Лахмидов в 302/5—339/40 годах.
Его матерью была Мария Бинт Амр, сестра Ка’б аль-Азди. Он был первым правителем Лахмидов, который обратился в христианство. Аль-Табари утверждал, что «он правил для персов во всей стране арабов в Ираке, в Хиджазе и Месопотамии». Имру аль-Кайс называется в его эпитафии: «Царём всех арабов, владеющий короной», в то время как тот же титул (царь всех арабов) был титулом, присваиваемый царям Хатры. В той же надписи упоминается, что Имру аль-Кайс дошел до Наджрана и осадил химьяритского царя Шамира Йухариша. Некоторые ученые идентифицировали «Имру аль-Кайс ибн Амр» в некоторых южноарабских надписях с этим лахмидским правителем. В тех же надписях его имя упоминается вместе с царём Химьяра Шаммаром Яхришем.
Эпитафия Имру аль-Кайса ибн Амра, записанная набатейским письмом и известная под названием Намарская надпись, является одним из самых ранних примеров арабского языка. Эпитафия гласила: «Это гробница Имру'-л-Кайса, сына 'Амра, царя „арабов“ по прозванию „Владыка Асада и Маххиджа“. Он покорил асадийцев, и они были побеждены со своими царями, и обратил в бегство Маххидж. Затем пришел, преследуя их, ко вратам Неджрана, града Шаммара, и покорил Маадд, и обходился великодушно с племенной знатью. Он назначил их наместниками, и они стали всадниками (федератами) для ромеев. И ни один царь не сравнился с ним в его свершениях. Затем он скончался в год 223 на седьмой день месяца каслул. Сколь счастливы те, кто был ему друзьями!».